# Silcrete

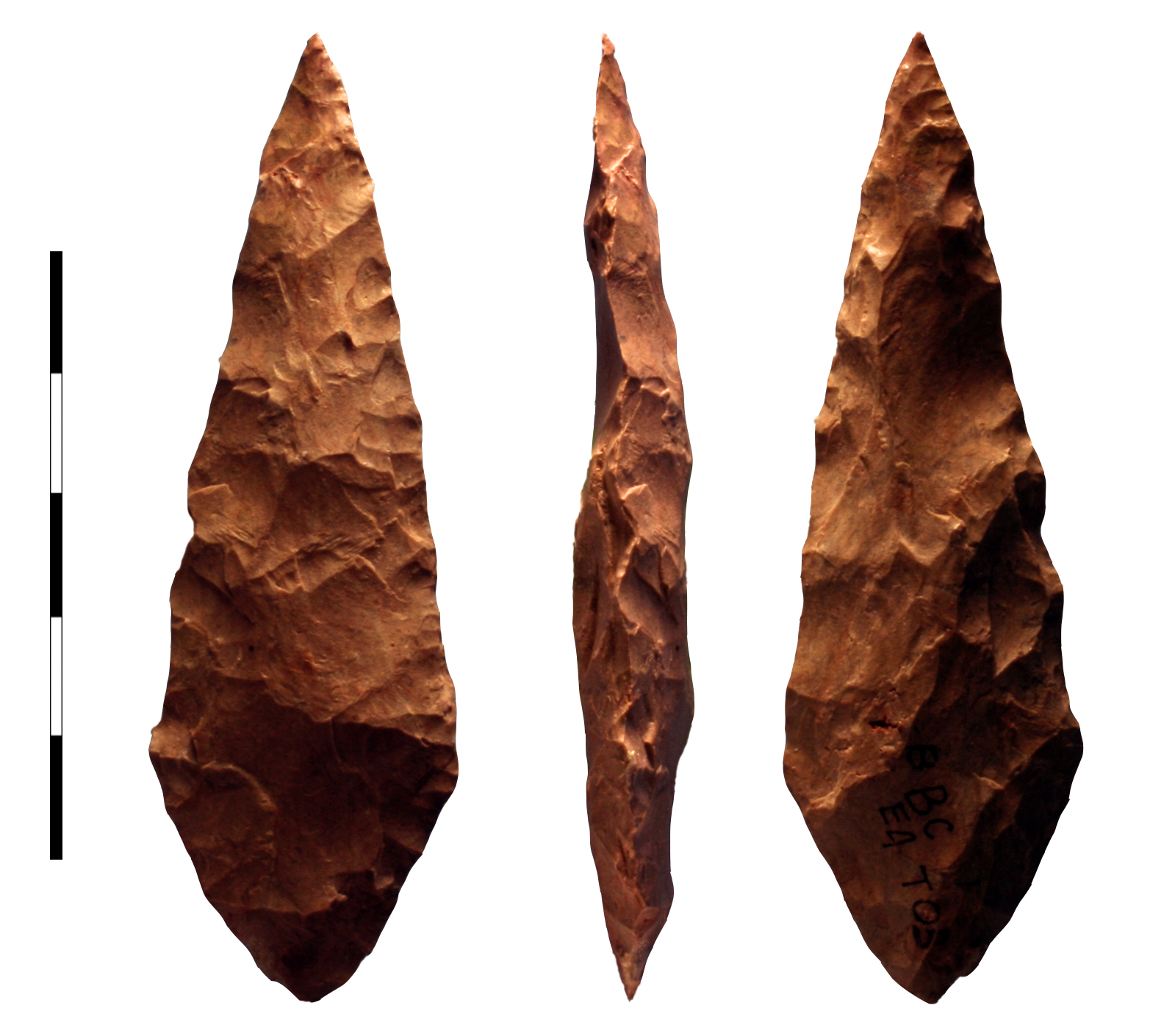
Punta bifacciale di proveniente dalla Caverna di Blombos (Sudafrica), Età della pietra media
(71.000 a.C.) (barra della scala = 5 cm)

La silcrete è un crostone del suolo indurito che si forma quando la sabbia e la ghiaia di superficie sono cementate dalla silice disciolta. La formazione della silcrete è simile a quella della calcrete, formata da carbonato di calcio, e della ferricrete, formata da ossido di ferro. È un materiale duro e resistente, e benché diverso per origine e natura, appare simile alla quarzite. È comune nelle regioni aride dell'Australia e dell'Africa, dove forma spesso la resistente roccia di copertura su elementi del paesaggio come i distacchi (breakaways) della Stuart Range nell'Australia Meridionale. La silcrete tuttavia si può trovare in misura minore in tutto il mondo, specialmente in Inghilterra e Francia.
In Australia, la silcrete fu usata ampiamente dagli Aborigeni per la fabbricazione di utensili di pietra e, come tale, era una merce di scambio, e utensili di silcrete si possono trovare in aree che non hanno alcuna matrice di silcrete, similmente all'uso europeo della selce.
Gli utensili fatti di silcrete che non sono stati trattati con il fuoco sono difficili da fabbricare con le tecniche di scheggiatura della selce. Vi è una convinzione diffusa tra gli esperti di utensili di pietra che la tecnologia per trattare la silcrete seppellendola sotto un fuoco vivo fosse conosciuta 25.000 anni fa in Europa. Il riscaldamento cambia la struttura della pietra rendendola più facilmente sfaldabile. Questo processo può essere stato il primo uso della cosiddetta pirotecnologia da parte dell'umanità primordiale.
In Sudafrica a Pinnacle Point i ricercatori hanno determinato che due tipi di utensili di silcrete furono sviluppati fra 60.000 e 80.000 anni e usavano la tecnica di trattamento con il calore. Ci sono prove che suggeriscono che la tecnica possa essere stata conosciuta già 164.000 anni fa.
I popoli dell'Età della pietra media (Middle Stone Age, MSA) africana mostravano una preferenza per gli utensili di silcrete, procurandosi il materiale fino a 200 km di distanza per usarlo al posto dei più accessibili quarzo e quarzite. Cave dell'MSA sono state trovate recentemente nel Botswana a sud del Delta dell'Okavango. Somo state trovate prove che i pezzi e i blocchi di silcrete grezza venivano trasportati anteriormente al trattamento mediante calore durante l'MSA. Le segnature geochimiche dei frammenti possono essere usate per identificare dove molti dei singoli pezzi furono cavati.